# Гончарово (Московская область)
Гончаро́во — деревня в Дмитровском районе Московской области, в составе городского поселения Яхрома. До 2006 года Гончарово входило в состав Подъячевского сельского округа.

## Расположение
Деревня расположена в юго-западной части района, примерно в 8 км на юго-запад от города Яхромы, на водоразделе безымянных левых притоков реки Волгуша, высота центра над уровнем моря 212 м. Ближайшие населённые пункты — Семенково на юго-западе, Борносово на юго-востоке и Попадьино на северо-востоке.

## Население
| 2002 | 2006 | 2010 |
| ---- | ---- | ---- |
| 3    | ↗5   | ↗13  |